# Silikat
Silikater er en fællesbetegnelse for kemiske forbindelser hvori der indgår silicium og en anion (en negativ ladet ion). Langt de fleste silikater er silikatmineraler, altså oxider bygget op omkring bindinger mellem silicium og ilt (som f.eks. siliciumdioxid med den kemiske formel SiO2).
Silikatmineraler udgør størsteparten af Jordens skorpe og kappe, hvor feldspat er langt det mest forekommende bjergartsdannende mineral i skorpen. Industrielt anvendes silikater til produktion af så forskellige produkter som glas, cementer og keramik.
Skelettet i silikatmineralerne er SiO4-4-tetraederet, hvis struktur i det enkelte mineral, også afgør hvorledes mineralerne klassificeres i følgende grupper:

Bemærk at i det følgende deler silicium-ionerne også ilt-ioner med metal-ionerne. For overskuelighedens skyld ses bort fra dette i klassificeringen.
Nesosilikater
SiO4-4-tetraedrene er isoleret fra hinanden af metalioner.
Olivin – (Mg, Fe)2SiO4
Hver silicium-ion har fire hele ilt-ioner.
Sorosilikater
To SiO4-4-tetraedre deler ét iltatom.
Lawsonit – CaAl2Si2O7(OH)2H2O
Hver silicium-ion har en halv og tre hele ilt-ioner.
Cyklosilikater
Seks SiO4-4-tetraedre hænger sammen i ringe.
Smaragd (beryl) – Be3Al2Si6O18
Hver silicium-ion har to hele og to halve ilt-ioner.
Inosilikater (enkeltkædede)
SiO4-4-tetraedrene hænger sammen i lange kæder.
Diopsid (pyroxen) – CaMg(SiO3)2
Hver silicium-ion har to hele og to halve ilt-ioner.
Inosilikater (dobbeltkædede)
SiO4-4-tetraedrene hænger sammen i lange dobbeltkæder.
Tremolit (amfibol) – Ca2Mg5(Si4O11)2(OH)2
Halvdelen af silicium-ionerne har to hele og to halve ilt-ioner, de andre har én hel og tre halve ilt-ioner.
Phyllosilikater
SiO4-4-tetraedrene danner sammenhængende lag.
Muskovit (glimmer) – KAl2(Si3Al)O10(OH)2
Hver silicium-ion har én hel og tre halve ilt-ioner (aluminium substituerer silicium her).
Tektosilikater
SiO4-4-tetraedrene danner tredimensionale netværk ved at dele iltatomerne.
Kvarts – SiO2
Hver silicium-ion har fire halve ilt-ioner.

## Eksterne kilder
- Space Rock Sheds Light on Mysterious Mineral on Earth. Livescience
- Ole Johnsen, "Mineralernes Verden", 2000, Gads Forlag, ISBN 87-12-03646-3
- Den Store Danske Encyklopædi bind 17, Schrøder – stambrøk, side 192, ISBN 87-7789-035-3

- Wikimedia Commons har flere filer relateret til Silikat

| Kemi | Spire Denne artikel om kemi er en spire som bør udbygges. Du er velkommen til at hjælpe Wikipedia ved at udvide den. |